# Dinocyon
Dinocyon es un género extinto de hemiciónidos del Mioceno, endémico de Europa que vivió hace aproximadamente 20.3-5.3 millones de años. 

## Taxonomía
Dinocyon fue nombrado por Jourdan (1861). Fue asignado a Ursidae por Carroll (1988).

## Distribución fósil
- Poysbrunn, Austria ~20.3—5.3 Ma.